# 交換人生實境節目—將我送給你
《交換人生實境節目－將我送給你》為韓國E Channel綜藝節目，由申東燁等人主持，歌手李先鎬、
演員鄭殷杓、格鬥選手金東炫、時尚設計師黃載根、歌手Sunny、演員河在淑等人出演，節目主軸為六名藝人明星，彼此交換工作、日常生活等100小時，體驗「交換人生」後的生活。

## 各集內容
| 集數 | 播放日期      | 內容 |
| ---- | ------------- | ---- |
| 1    | 2017年11月2日 |      |